# IC 1696
IC 1696 је елиптична галаксија у сазвјежђу Кит која се налази на листи објеката дубоког неба у Индекс каталогу.
Деклинација објекта је - 1° 37' 2" а ректасцензија 1h 24m 52,4s. Привидна величина (магнитуда) објекта IC 1696 износи 13,6 а фотографска магнитуда 14,6. IC 1696 је још познат и под ознакама UGC 973, MCG 0-4-122, CGCG 385-113, DRCG 7-18, PGC 5231.